# Pseudhammus feae
Pseudhammus feae är en skalbaggsart som beskrevs av Aurivillius 1910. Pseudhammus feae ingår i släktet Pseudhammus och familjen långhorningar.
Artens utbredningsområde är São Tomé. Inga underarter finns listade i Catalogue of Life.